# 동해김동선가옥
동해김동선가옥(東海金동선家屋)은 강원도 동해시 지흥동에 있던 가옥이다. 1985년 1월 17일 강원도의 유형문화재 제84호로 지정되었다가, 1991년 5월 2일 문화재 지정이 해제되었다.

## 참고 문헌
- 동해김동선가옥 - 국가유산청 국가유산포털